# August Wingstrand

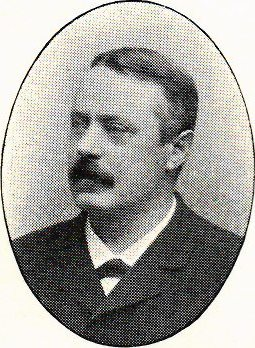
August Wingstrand

August Wingstrand, född 23 oktober 1855 i Stenums socken, Skaraborgs län, död 12 februari 1910 i Göteborg, var en svensk psykiater.
Wingstrand blev student vid Uppsala universitet 1877, vid Lunds universitet 1878, medicine kandidat 1891 och medicine licentiat 1897. Han var underläkare vid Uppsala asyl 1899–1900, underläkare vid Lunds asyl och t.f. biträdande läkare vid Lunds hospital 1900–04, biträdande läkare vid Göteborgs hospital 1904–05, vid Vänersborgs hospital och asyl 1905–07 och ånyo vid Göteborgs hospital från 1907.